# Sainte-Marie-des-Champs
Sainte-Marie-des-Champs é uma comuna francesa na região administrativa da Normandia, no departamento de Sena Marítimo. Estende-se por uma área de 4,11 km². Em 2010 a comuna tinha 1 594 habitantes (densidade: 387,8 hab./km²).